# Fast and Furry-ous
Fast and Furry-ous es un cortometraje animado de 1949, perteneciente a la serie Looney Tunes y dirigido por Chuck Jones. Fue el primer cortometraje donde aparecieron los personajes El Coyote y el Correcaminos.

## Trama
El cortometraje parte mostrando a un veloz correcaminos en el desierto, cuya imagen se congela para mostrar un nombre ficticio en latín, Accelleratii Incredibus. Luego se muestra a un coyote que vigila al ave con unos binoculares, también acompañado por un nombre en latín, Carnivorous Vulgaris. El coyote intenta cazar al correcaminos pero no puede correr tan rápido como él. Durante el resto de la historia, el depredador intenta diversos métodos para atrapar a su presa:
1. El coyote se esconde tras una roca, esperando que el correcaminos pase. Cuando el ave se acerca a gran velocidad, el coyote se cruza sosteniendo una tapa de metal para que la presa se estrelle, pero el correcaminos se detiene antes.
2. El coyote lanza un boomerang desde su escondite, pero es inmediatamente golpeado por otro boomerang que fue lanzado por el correcaminos. El coyote intenta perseguirlo pero es golpeado por el boomerang que había lanzado anteriormente.
3. El coyote instala una señal de tráfico que dice "Lento: Cruce escolar". Cuando el correcaminos se acerca, el coyote cruza la carretera vestido como una niña, pero es embestido por el ave. Posteriormente aparece el correcaminos con una peluca y un cartel que dice "Los correcaminos no pueden leer".
4. El coyote se sube a un cohete apuntado en dirección al correcaminos, pero tras encender la mecha sale disparado hacia arriba, chocando con una roca.
5. El coyote intenta aplastar al correcaminos con una roca gigante. Sin embargo, al sacar el soporte de la roca lo aplasta a él.
6. El coyote desvía la línea de la carretera hacia una pared rocosa, donde pinta un túnel. El correcaminos aparece a gran velocidad, pero en vez de estrellarse contra la pintura cruza el túnel dibujado. El depredador intenta hacer lo mismo pero termina chocando con la pared. Tras esto aparece nuevamente el ave y lo arrolla.
7. El coyote deja un cartucho de dinamita en el medio de la carretera. Cuando el correcaminos pasa por el lugar, estalla el detonador en vez del cartucho.
8. El coyote encarga un traje de superhéroe a la Corporación Acme. El depredador se lanza por un precipicio intentando volar, pero termina cayendo.
9. Combinando un refrigerador, un motor eléctrico y una máquina de moler carne, el coyote intenta esquiar en el desierto. Sin embargo, pasando de largo por la carretera y termina cayendo por un precipicio.
10. El coyote encarga unas zapatillas propulsadas con cohetes. El depredador comienza a perseguir al ave pero no logra alcanzarlo. En medio de la persecución las zapatillas fallan y el coyote toma un atajo. Escondido tras un cartel, el coyote escucha el "bip bip" del correcaminos y salta a la carretera con un hacha, pero es arrollado por un bus. El malherido depredador ve cómo el bus se aleja, con el correcaminos asomado en la ventana trasera.

## Producción
La animación del cortometraje estuvo a cargo de Ken Harris, Phil Monroe, Lloyd Vaughan y Ben Washam, con la colaboración de Peter Alvarado y Robert Gribbroek en los fondos y el diseño, respectivamente. La historia de Fast and Furry-ous fue pensada como una parodia a los cortometrajes animados que se basaban en las persecuciones, específicamente Tom y Jerry.